# Lodge (hôtellerie)
Pour les articles homonymes, voir Lodge.
 (septembre 2018).
Si vous disposez d'ouvrages ou d'articles de référence ou si vous connaissez des sites web de qualité traitant du thème abordé ici, merci de compléter l'article en donnant les références utiles à sa vérifiabilité et en les liant à la section « Notes et références ».

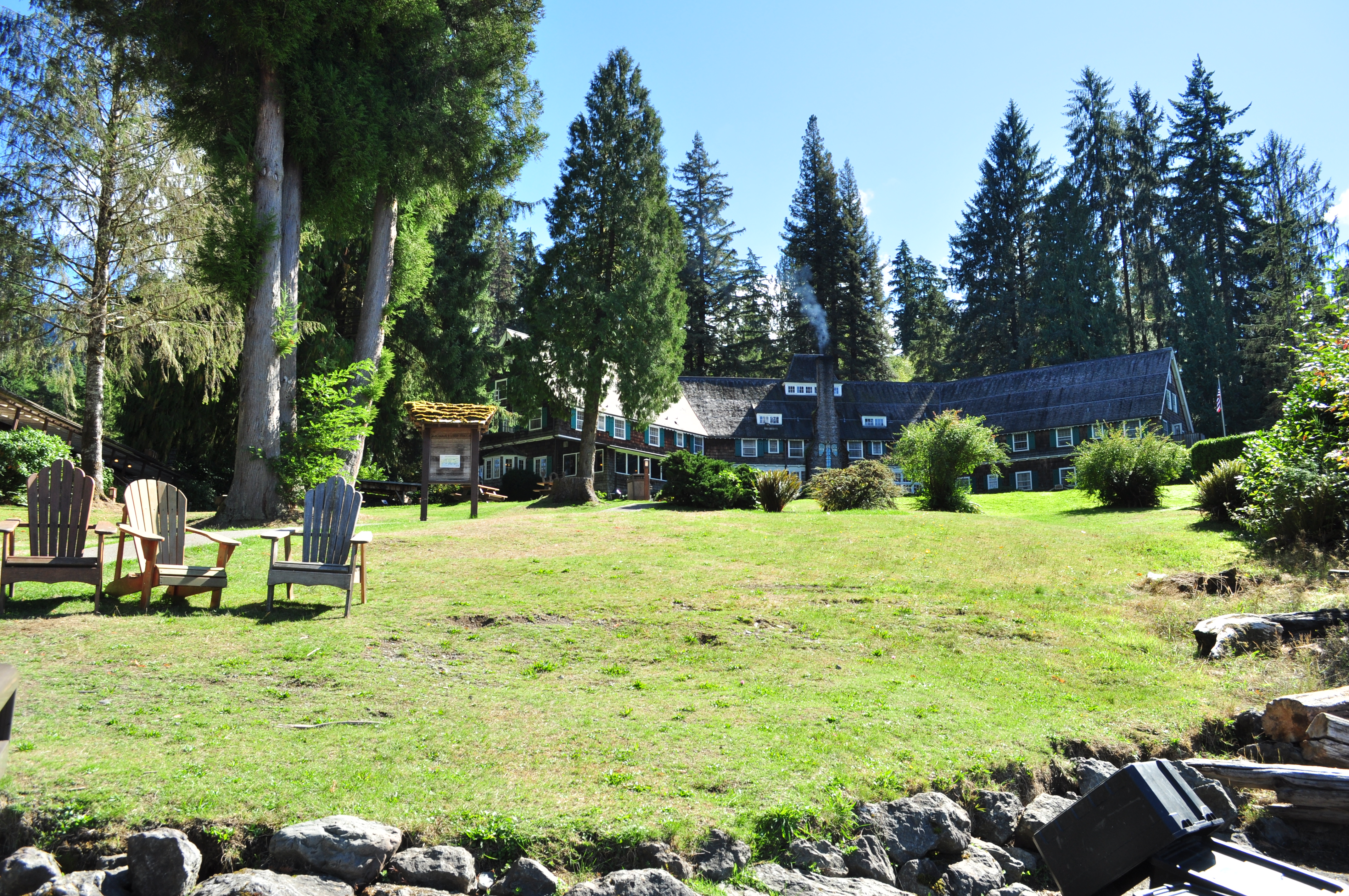
Vue du Lake Quinault Lodge, un lodge dans la forêt nationale Olympique, aux États-Unis.

Un lodge est, dans le monde de l'hôtellerie, un hébergement touristique situé au calme dans la nature et présentant généralement une architecture inspirée de cet environnement et faisant un ample emploi de bois massif ou de pierre naturelle. Un lodge offre des prestations plus rustiques qu'un hôtel en ville mais néanmoins supérieures à celles que propose un refuge de montagne, par exemple.
Aux États-Unis, où les lodges sont associés au style rustique, ils sont souvent situés dans les aires protégées relevant du National Park Service, par exemple les parcs nationaux, et ils peuvent alors employer une variante de ce style architectural, le style rustique du National Park Service. Des architectes tels que Gilbert Stanley Underwood ont dessiné plusieurs lodges selon ces principes.